# Jimmy Smith (ur. 1947)
Jimmy Smith, właśc. James Smith (ur. 20 stycznia 1947 w Glasgow) – szkocki piłkarz występujący na pozycji pomocnika.
W barwach Newcastle United rozegrał 129 spotkań i zdobył 13 bramek w Division One. Zadebiutował w tych rozgrywkach 20 sierpnia 1969 w wygranym 1:0 meczu z Sheffield Wednesday, a 11 lutego 1970 w wygranym 2:1 spotkaniu z Southampton, strzelił swojego pierwszego gola w Division One.
W reprezentacji Szkocji zadebiutował 30 maja 1968 w zremisowanym 0:0 towarzyskim meczu z Holandią. W latach 1968–1974 w drużynie narodowej wystąpił czterokrotnie.